# Fantômas (film, 1947)
Pour les articles homonymes, voir Fantômas (homonymie).
Pour plus de détails, voir Fiche technique et Distribution.
Fantômas est un film français réalisé par Jean Sacha, sorti en 1947. Il s'agit d'une adaptation des romans de Marcel Allain.

## Synopsis
Après une longue absence Fantômas revient. Pour empêcher le mariage de sa fille Hélène avec le journaliste Fandor, il tue le maire qui devait les unir. Puis il pose un ultimatum au ministre de l'Intérieur : il exige un milliard de francs en or ou sinon un million de Parisiens mourront.

## Fiche technique
- Titre original : Fantômas
- Réalisation : Jean Sacha
- Scénario : Jean-Louis Bouquet, d'après les romans de Marcel Allain
- Dialogues : Françoise Giroud
- Musique : Jean Marion
- Décors : Jacques Colombier
- Photographie : Paul Cotteret
- Montage : Monique Kirsanoff
- Société de production : Latino Consortium Cinéma
- Pays de production :  France
- Langue originale : français
- Format : noir et blanc - 1,37:1 - 35 mm - Son mono
- Genre :  policier
- Durée : 95 minutes
- Dates de sortie  :
  - France : 18 septembre 1947 (avant-première à Paris) ; 10 décembre 1947 (sortie nationale)

## Distribution
- Marcel Herrand : Fantômas
- Simone Signoret : Hélène
- Alexandre Rignault : le commissaire Juve
- André Le Gall : Fandor
- Yves Deniaud : Arthur
- Françoise Christophe : la princesse Daniloff
- Georges Gosset : Burette
- Renaud Mary : Germain
- Lucienne Lemarchand : Lady Beltham
- Paul Faivre : le chauffeur
- Pierre Labry : M. Paul
- Robert Moor : le professeur Cauchard
- Denise Kerny : l'adjointe
- Marcel Lestan : Théo
- Paul Amiot : le directeur de la Sûreté
- Jacques Dynam : le préparateur
- Raymonde La Fontan : la standardiste
- Frédéric Mariotti : un ouvrier
- Robert Berri

## Autour du film
- Ce film, sans rapport avec la série du même nom qui connaîtra un grand succès dans les années 1960, est d'une facture très différente : tourné sans moyens juste après la fin de la deuxième guerre, il dispose de peu de décors, les scènes semblent peu répétées, les textes peu écrits, les acteurs peu convaincus. Il est d’ailleurs rapidement tombé dans l'oubli, malgré la présence de Simone Signoret.

- Le film installe un climat également très différent de celui de la série aujourd'hui mieux connue : terreur sans second degré ni volonté comique.

- Le lieu le plus effrayant du film est une salle ronde dont le plafond fortement armé peut monter comme descendre, écrasant sans espoir ceux qui y sont enfermés. Fantômas tue de cette façon les deux ouvriers qui l'ont construite, puis y enferme Fandor en faisant monter le plafond pour faire pression sur sa fille : « N'oublie pas que le plafond peut descendre aussi vite qu'il monte. »

- Le Rayon de la mort utilisé par Fantômas pour commencer à tuer son million de Parisiens (en les visant par les fenêtres) est un cousin de celui annoncé comme possible par Tesla, mais aussi, en plus petit, du Rayon super gamma inventé par le chercheur Stagmus dans les aventures de Jean Valhardi. Il peut fonctionner depuis l'arrière d'un camion ouvert, ce qui rend périlleuse la mission des motards chargés de poursuivre celui-ci[1].

- Le film fut diffusé en feuilleton par la RTF sur la chaîne alors unique de télévision française dans la deuxième moitié des années 1950.